# Virághűség

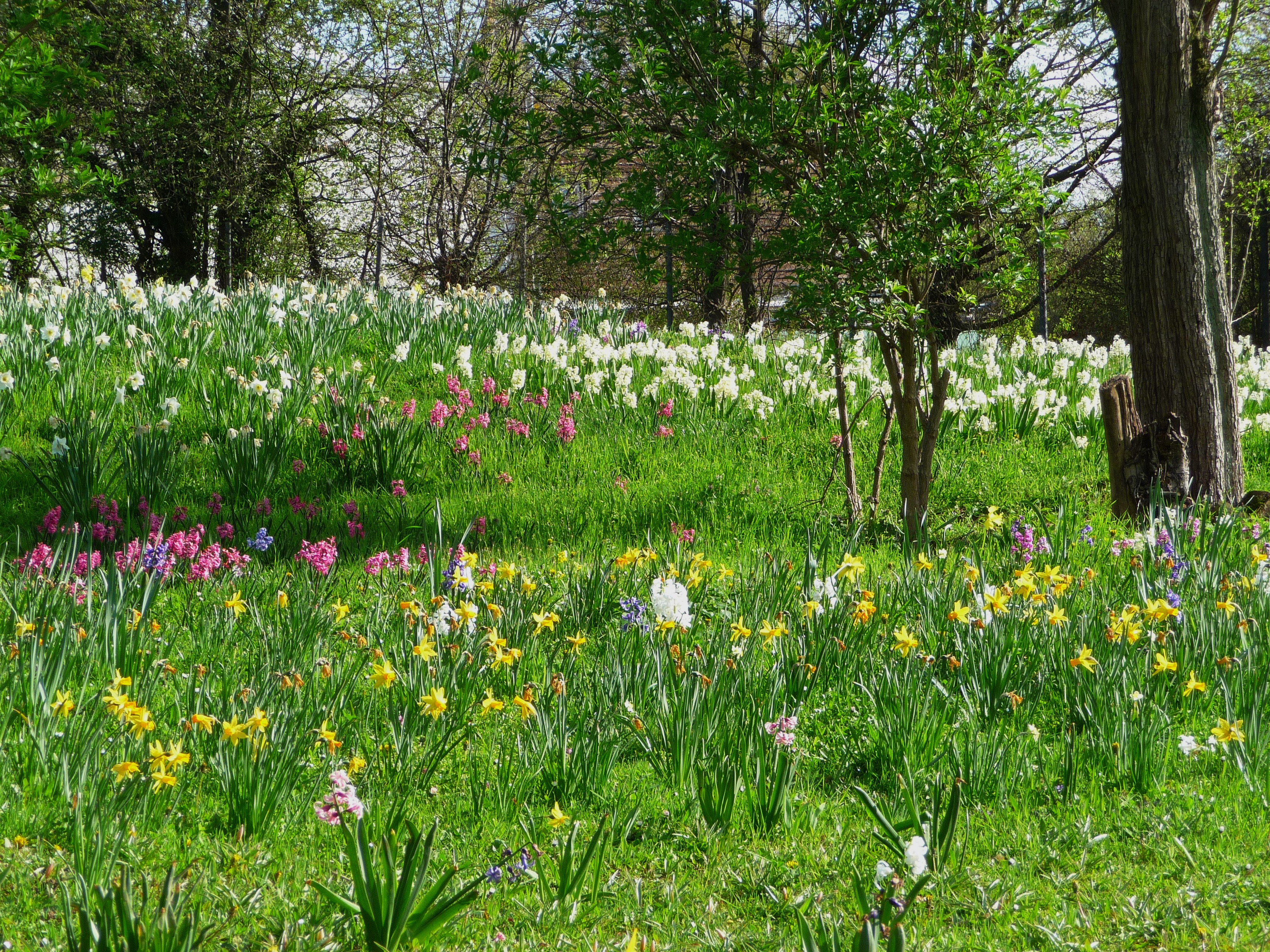
A legtöbb beporzó rovar virághű, és még nagy választék mellett is hamar kiválasztják, hogy melyik virágszínt és formát részesítik előnyben

A virághűség azt jelenti, hogy a beporzó rovar egészen addig főként egyetlen növényfaj virágait látogatja, amíg elég táplálékot talál bennük. Sok rovar nem hűséges, hanem különféle virágokról gyűjt. Egyes rovarok, például a poszméhek inkább a színhez hűek, tehát ugyanolyan színű virágokat keresnek, bár köztük is vannak olyan fajok, amelyek jobban ragaszkodnak a fajhoz. A házi méh virághű; csak néha gyűjt másféle virágról. A helyhez is hű, tehát ugyanoda jár vissza, és ha áttér egy másik virágra, akkor azt is a közelben keresi. A házi méhnek ezt a viselkedését már Arisztotelész is leírta, és Charles Darwin is tanulmányozta.
Kísérleti körülmények között gyengébb virághűséget mutatnak, mint egyébként. Ha egy virágfaj kevés nektárt vagy virágport ad, a méhek nem lesznek hűségesek hozzá mindaddig, amíg valamelyik elegendő mennyiségben nem terem. Ha pedig egy másik faj nagyobb tömegben ad nektárt, vagy édesebb nektárt ad, akkor a méhek átszoknak rá. Ezt virágcserének nevezik. Az átszokás folyamata tanulást is igényel, mert egy másik fajról másként kell nektárt gyűjteni.
A különböző rovarok virághűségét indexszel mérik. Ennek neve Constancy Index (CI), és képlete:
CI=(c−e)/((c+e)−(2ce))
ahol c az egyedre vonatkozik, és azt méri, hogy mekkora arányban részesíti előnyben a kedvenc növényt; e pedig a rovarfaj átlagos CI-je.
A virághűség előnyös a rovarporozta növények szempontjából, mert így nagyobb annak az esélye, hogy ugyanannak a fajnak a virágpora kerül a bibére, így arányaiban több virág termékenyül meg. A gazdasági növények ritkábban kereszteződnek vad rokonaikkal vagy más fajtákkal, így a magok nagyobb részéből hasonló tulajdonságú növény kel ki. Hátránya, hogy a házi méh néha túl későn tér át más fajra, így például a cseresznye jól be lesz porozva, de a szilva vagy a barack (őszibarack, kajszibarack, nektarin) nem.
Ezen a problémán segít a méhek irányítása. Ennek természetesen megvannak a maga korlátai. Nem lehet olyan virágra irányítani, amiről a méhek a virág szerkezete miatt nem gyűjthetnek, és ha más, bővebb vagy édesebb nektárú virágok is nyílni kezdenek, akkor a méhek azokra szoknak át.
Az irányító anyag lehet friss virág vagy szörp. A szörp használatának feltétele, hogy íze legalább hasonlítson a virág nektáréra. A szörpben 1 kg cukrot 1 l vízben oldanak el, majd a hideg szörpbe beáztatják a virágokat 2–6 órára. Beadás előtt a szörpöt leszűrik. Ha friss virágokat használnak, akkor nem kell áztatni. A méhek a szörphöz a virágokon át juthatnak. A virágok kihurcolását olyan ráccsal akadályozzák meg, amin a méhek átférnek, de a virágok nem.
A szörpöt bent is, kint is lehet etetni. A kinti etetés hatásosabb, de könnyen rablást okozhat. Előnye, hogy gyengébb illatú virágokra is jó. A röpnyílásnál is lehet etetni. Ide egy csatornát tesznek, amin egy dróthálót borítanak virágokkal. A méhek vagy egyenesen kimennek, vagy átmennek a csatornán az élelemhez. Hatásossága a benti és a kinti etetés közötti. Az egyszeri etetés nem elég, napokig vagy hetekig is etetni kell.
Etetni reggel és este is lehet. A méhek megszokják az etetés idejét, és mindig ugyanakkor keresik az élelmet. A helyszínt néhány napig még felkeresik az etetés abbamaradása után is.
A csalogatás azon alapszik, hogy a méh hűsége nem merev, hanem szükség esetén más virágra tér át, például amikor azon a napon a kedvenc virága már nem mézel. A rosszul látogatott növényfajjal bevetendő táblát 40 m széles csíkokra osztják, amelyek között 1,5 m-es csíkokat hagynak, és azt facéliával, pohánkával vagy mustárral vetik be. A méhek először ezeket kezdik látogatni, és később áttérnek a nagyobb tömegben vetett növényre is.

## Fordítás
Ez a szócikk részben vagy egészben  a   Blütenstetigkeit című német Wikipédia-szócikk fordításán alapul.  Az eredeti cikk szerkesztőit annak laptörténete sorolja fel. Ez a jelzés csupán a megfogalmazás eredetét és a szerzői jogokat jelzi, nem szolgál a cikkben szereplő információk forrásmegjelöléseként.